# Ibn al-Hajszam
Ibn al-Hajszam, latinosan Alhazen, teljes nevén Abu Ali Muhammad ibn al-Haszan ibn al-Hajszam al-Baszri (Baszra, 965. július 1. – Kairó, 1040. március 6.) középkori arab fizikus és matematikus.

## Élete
Az iraki Baszra városában született, és az egyiptomi kalifa meghívására Kairóba ment, hogy a Nílusnak a terméshez szükséges évenként megújuló áradásait folyamszabályozási munkálatokkal biztosítsa. Amikor ez nem sikerült, őrültséget színlelt, hogy a kalifa haragját elkerülje. A kalifa halála után elkobzott vagyonát visszakapta, és haláláig Egyiptomban élt. Kairóban hunyt el 1040-ben.

## Művei
Fő műve 1572-ben jelent meg latin nyelvű fordításban Opticae Thesaurus Alhazeni Arabis, libri VII címmel. Alhazen az optikai fejlődésben Klaudiosz Ptolemaiosz és Roger Bacon között foglal helyet: világosan kimondja, hogy a fénysugár nem a szemből, hanem a tárgyakból indul ki és a szem csak felfogó eszközül szolgál. A tükrözés törvényeit tökéletesen ismeri és azokat alkalmazza is sík-, gömb- és egyéb alakú tükrökre. Ismeretes az Alhazen-féle optikai probléma, amely szerint a tükörnek azt a pontját keressük, ahol a visszaverődés történik, ha a fénylő pont és a szem helye ismeretes. A fénytörés törvényét még nem ismerte, de már szól a gömbsüveg nagyító képességéről. Alhazen műve tehát kizárólag a geometriai optikára vonatkozik.